# Víctor Noriega
Víctor Noriega, właśc. Víctor Enrique Noriega Hernandez (ur. 10 maja 1972 w Meksyku) – meksykański aktor telewizyjny, piosenkarz i model.

## Życiorys
Urodzony w Meksyku, zaczął swoją karierę jako model. Następnie pracował na wydziale komunikacji Biography Grandesestrellas.com. W latach 1989–1998 był jednym ośmiu członków grupy Garibaldi, gdzie śpiewał zanim zdecydował się na karierę solową. W 1999 roku debiutował na scenie w przedstawieniu No puedo jako Roberto Legorreta. Popularność zdobył dzięki udziałowi w telenowelach meksykańskich Televisa takich jak Camila (1998), Rosalinda (1999), Virgina (La Intrusa, 2001) z Gabrielą Spanic i Tajemnice pocałunku (Por un beso, 2000).
W 2001 roku Víctor Noriega nagrał swój pierwszy solowy album z Flamingo Music. Jednak album nigdy nie został wydany.

## Filmografia

### filmy kinowe
- 1993: Dónde quedó la bolita

### telenowele
- 1998: Camila jako dr Robin Wicks
- 1998: Rencor apasionado jako Gilberto Monteverde
- 1999: Rosalinda jako Alejandro Dorantes
- 1999: Mujeres engañadas jako Pablo Renteria
- 2000: Tajemnice pocałunku (Por un beso) jako Daniel Díaz de León Lavalle
- 2001: Virginia  (La Intrusa) jako dr Eduardo Del Bosque-Colmenares Iturbide
- 2002: Miłość i nienawiść (Entre el amor y el odio) jako Paulo Sacristán
- 2003: Bajo la misma piel jako Gabriel Ornelas
- 2003: Córka przeznaczenia (Niña... amada mía) jako Servando Uriarte
- 2004: Ángel rebelde jako Raul Hernández
- 2005: Bezcenna miłość (El Amor no tiene precio) jako Sebastián Monte y Valle
- 2005: Peregrina jako Eugenio
- 2007: Palabra de mujer jako Emmanuel San Román
- 2008: Nie igraj z aniołem (Cuidado con el ángel) jako Daniel Lizalde
- 2009: Hasta que el dinero nos separe jako Marco Valenzuela
- 2011: Podwójne życie Angeliki (Dos hogares) jako Darío Colmenares
- 2012-: Que bonito amor jako Michael Johnson

## Dyskografia

### z zespołem Garibaldi
- 1999: Reunion 10
- 1994: Caribe
- 1993: Gritos De Guerra, Gritos De Amor
- 1993: Donde Quedo La Bolita
- 1991: Los Hijos De Buda
- 1990: Noche Buena
- 1990: Que Te La Pongo
- 1989: Garibaldi